# 定位感
オーディオ・スピーカーにおける定位感（ていいかん）は、ステレオ録音におけるサウンド・ステージのなかで、音像の配置関係が左右以外にも遠近方向に渡って表現される情況を指す。左右の配置は音量のバランスで示されるが、遠近感は左右の逆相成分の大小、イコライジングによるプレゼンスの強弱によって得られる。

## 解説
聴取者の音源の定位は原音から左右の耳に到達する位相と音量に依存している。波長が1m以上と長い300Hz以下の低音では左右の耳に届く位相差が小さいために、定位は主に音量に依存する。人間の聴覚で敏感な300から3000Hzでは定位は位相と音量の両者に依存する。特に会話域の中心となる1000Hzでは耳介による前方の集音効果が高く、また波長が約34cmのため左右で約17cm離れた位相に関する弁別能ももっと高くなる。3000Hzを超えると波長が短くなるため位相による定位は困難となる一方、音量による定位がより正確になってくる。
一般に逆相成分の多い音は遠くで広がるように聞こえる。これは左右遠くからの音は人間の左右の耳への距離差から逆相として到達するため、ぞの経験から逆相成分は左右遠くに定位するように感じる。一方、中央付近からの音は両耳に同相で到着し、また耳介の効果により中音域の音量が大きく左右差が小さい。その経験からこのような音は直前に定位していると感じる。
従って、イコライジングでも200～2000Hzまでが徐々にブーストされた音は経験上耳介による集音効果が高い前方から張り出して聞こえ、逆にカットされた音は奥に引っ込んだように聞こえる。一方逆相成分が多い音は、経験的に反響音が大きいホール等で聴いている印象を持たせる。このように、周波数特性、位相、音量などを操作することで人間の定位を変化させることが可能である。
ステレオ録音のサウンド・ステージの構築には歴史的経緯がある。初期のステレオ録音はダイレクト・ミックス（録音と同時に2chミックスを作成する手法）が基本のため、チャンネル毎にエフェクターによる処理を試行錯誤することが困難であり、ホールでの録音をベースとするクラシック録音以外の分野では、ステレオとは各パートが単純に2chモノトラックに分配されたDuo-Monauralと言われる代物で、そこにはサウンド・ステージという概念は存在しなかった。
ポップスにおいてステレオ録音のサウンド・ステージの概念が生まれたのは1960年代後半のことであり、ビートルズの仮想ライヴをイメージしたアルバム『サージェント・ペパーズ・ロンリー・ハーツ・クラブ・バンド』（1967年）が最初であったと思われる。その後、サイケ・ムーヴメント、スペース・エイジへと時代の潮流が動くに従って、ステレオ空間の表現は阿空のものへと広がった感がある。その阿空に広がるサウンド・ステージの上で繰り広げられるパフォーマンスの空間配置が、ポップスにおけるステレオ録音の定位感となる。
一方でこのような多数の演奏者の空間配置を制御する、マルチトラック録音が発展した。マルチマイク自体は戦前のラジオ放送で既に実践されており、録音現場で即座にミックス・ダウンされていた。その後、多チャンネルの録音が可能なテープレコーダーの出現により、ステレオ空間での音量差による再配置が容易になった。またマルチトラック用のミキサー卓に各チャンネルに独立したイコライザーやエフェクターが使用できるようになったため、何回でもやり直しの効く高度なサウンドステージの構築が可能になった。
マルチマイクでのサウンド・ステージの構築手法は、クラシック録音では英デッカや独グラモフォンなどで発達した。例えば、ラジオ放送でマイクに向かって歌う、ギターにマイクを寄せるという編集により、今スタジオに居るという音像を感じさせるし、モノラル時代から既に存在していたマルチマイクの発展もアレンジの意図をリスナーに明瞭に届けることにあった。ジャズの録音で有名なヴァン・ゲルダーのオンマイクを重ね合わせる手法は、クイーンなどの演奏でも用いられている。
しかし、マルチトラック録音では楽器間の調節や編集が容易となる一方、聴取者は楽器を音量でしか定位できず、また多くのトラックはオンマイクのため楽器の空間配置による位相差に関する情報が失われてしまう。このため定位が不自然であり、また立体感が乏しく平板な演奏に感じてしまう。
これが少数のマイクを使ったライブ録音と多数のマイクから編集したマルチトラック録音の差である。最近ではスタジオで衝立を多く立てたマルチトラック録音より、ホール等で少数のマイクを使ったライブ録音が増えている。
BBC放送でも1960年代初頭からクラシックで少数のマイクを使ったステレオ中継にこだわっている。1960年代後半から始まったロックでのスタジオ・ライブにも、広めのスタジオを使いサウンド・ステージを重視するようになっている。逆にアメリカン・ポップスでは、クラブでのライブよりも大規模なステージ音響が可能になった1970年代のロック・シーンを抜きにして依然としてマルチトラック録音が使われている。
初期のマルチトラックには冒険的な録音もあり、例えばモータウン・レーベルのように、ボーカルに深くエコーを掛けてつプレゼンスを張り出させるボーカル表現も存在した。現在ではデジタル制御のリバーブなどで精緻に残響のタイミングを調整することが可能となった半面、少数のマイクと古いリバーブ機器を使用した演奏が好まれるなど、ミックス手法ひとつ取っても多様化している。
最近の取り組みとしては、コロナ禍のなかで、ネットで異なった場所で異なった演奏者のライブパフォーマンスを合成して作品を組み立てる手法も発達しており、ライブ演奏やその録音の概念も大きく変化している。